# Gardinovci
Gardinovci (izvirno srbsko Гардиновци; madžarsko Dunagárdony) je naselje v Srbiji, ki upravno spada pod Občino Titel; slednja pa je del Južnobačkega upravnega okraja.

## Demografija
V naselju, živi 1204 polnoletnih prebivalcev, pri čemer je njihova povprečna starost 41,6 let (40,1 pri moških in 43,2 pri ženskah). Naselje ima 509 gospodinjstev, pri čemer je povprečno število članov na gospodinjstvo 2,92.
To naselje je, glede na rezultate popisa iz leta 2002, večinoma srbsko.
|  |

| Demografija | Demografija     | Demografija     |
| Leto        | Št. prebivalcev | Št. prebivalcev |
| ----------- | --------------- | --------------- |
|             |                 |                 |
|             |                 |                 |
|             |                 |                 |
|             |                 |                 |
| 1948        | 1828            |                 |
| 1953        | 1714            |                 |
| 1961        | 1712            |                 |
| 1971        | 1636            |                 |
| 1981        | 1515            |                 |
| 1991        | 1452            | 1426            |
| 2002        | 1495            | 1485            |
|             |                 |                 |

| Etnična sestava po popisu iz leta 2002 | Etnična sestava po popisu iz leta 2002 | Etnična sestava po popisu iz leta 2002 | Etnična sestava po popisu iz leta 2002 | Etnična sestava po popisu iz leta 2002 |
| -------------------------------------- | -------------------------------------- | -------------------------------------- | -------------------------------------- | -------------------------------------- |
| Srbi                                   | Srbi                                   |                                        | 1.413                                  | 95,15%                                 |
| Romi                                   | Romi                                   |                                        | 14                                     | 0,94%                                  |
| Madžari                                | Madžari                                |                                        | 13                                     | 0,87%                                  |
| Jugoslovani                            | Jugoslovani                            |                                        | 8                                      | 0,53%                                  |
| Hrvati                                 | Hrvati                                 |                                        | 4                                      | 0,26%                                  |
| Bolgari                                | Bolgari                                |                                        | 3                                      | 0,20%                                  |
| Slovaki                                | Slovaki                                |                                        | 2                                      | 0,13%                                  |
| Makedonci                              | Makedonci                              |                                        | 2                                      | 0,13%                                  |
| Črnogorci                              | Črnogorci                              |                                        | 1                                      | 0,06%                                  |
| Rusi                                   | Rusi                                   |                                        | 1                                      | 0,06%                                  |
| Muslimani                              | Muslimani                              |                                        | 1                                      | 0,06%                                  |
| Neznano                                | Neznano                                |                                        | 4                                      | 0,26%                                  |